# 5 (álbum de Ed Sheeran)
5 é uma compilação de extended plays do músico britânico Ed Sheeran lançado em formato de box set a 12 de Maio de 2015 pela distribuidora fonográfica Atlantic. Todos os EPs inclusos foram previamente independentemente lançados por Sheeran antes de alcançar a fama ao redor do mundo.

## Alinhamento de faixas
- Disco 1: You Need Me

1. "You Need Me, I Don't Need You" — 4:05
2. "So" — 4:28
3. "Be Like You" — 3:38
4. "The City" — 4:26
5. "Sunburn" — 4:26

- Disco 2: Loose Change

1. "Let It Out" — 3:51
2. "Homeless" — 3:30
3. "Little Bird" — 3:46
4. "Sofa" — 3:19
5. "One Night" — 3:26
6. "Firefly" — 4:15
7. "The City" (Live at Sticky Studios) — 5:06
8. "Firefly" (Bravado Dubstep Remix) — 4:29

- Disco 3: Songs I Wrote with Amy

1. "Fall" — 2:43
2. "Fire Alarms" — 2:24
3. "Where We Land" — 3:03
4. "Cold Coffee" — 4:14
5. "She" — 4:04

- Disco 4: Live at the Bedford

1. "The A Team" — 5:22
2. "Homeless" — 3:45
3. "The City" — 5:07
4. "Fall" — 2:31
5. "Wake Me Up" — 5:00
6. "You Need Me, I Don't Need You" — 9:50

- Disco 5: No. 5 Collaborations Project

1. "Lately" (com participação de Devlin) — 4:32
2. "You" (com participação de Wiley) — 3:26
3. "Family" (com participação de P Money) — 4:15
4. "Radio" (com participação de Jme) — 3:41
5. "Little Lady" (com participação de Mikill Pane) — 5:31
6. "Drown Me Out" (com participação de Ghetts) — 4:24
7. "Nightmares" (com participação de Random Impulse, Sway e Wretch 32) — 4:05
8. "Goodbye to You" (com participação de Dot Rotten) — 5:27

## Desempenho nas tabelas musicais
| País — Tabela musical (2015)               | Posição de pico |
| ------------------------------------------ | --------------- |
| Austrália — ARIA Albums Chart              | 17              |
| Bélgica (Flandres) — Ultratop 200 Albums   | 180             |
| República Checa — ČNS IFPI                 | 100             |
| Países Baixos — Album Top 100 (MegaCharts) | 64              |
| Espanha — PROMUSICAE                       | 89              |
| Estados Unidos — Billboard 200             | 30              |